# 六齿猴面蟹
六齿猴面蟹（学名：Camptandrium sexdentatum）为沙蟹科猴面蟹属的动物。分布于日本、印度尼西亚、泰国、印度以及中国大陆的广东、海南岛、山东、辽东湾等地，生活环境为海水，一般穴居于潮间带泥滩上。